# Desmiphora circumspecta
Desmiphora circumspecta är en skalbaggsart som först beskrevs av Lane 1973.  Desmiphora circumspecta ingår i släktet Desmiphora och familjen långhorningar. Inga underarter finns listade i Catalogue of Life.